# Paul Levi (Informatiker)
Paul Levi (* 16. Juni 1944 Oppeln; † 15. November 2024 in Bruchsal) war ein deutscher Diplomphysiker, Wissenschaftler für Mobilitätsmanagement und Robotik sowie Professor für Informatik zuletzt beim Karlsruher Institut für Technologie (KIT).

## Leben und Wirken
Sein Studium der theoretischen Physik an der Universität Mainz schloss Paul Levi 1972 als Diplomphysiker ab. Danach wechselte er in das Institut für Kernphysik an der Universität Karlsruhe und promovierte 1976 zum Dr. rer nat. Levi wechselte in das Institut für Informatik und Robotik der Universität und wurde 1984 Abteilungsleiter der Abteilung Technische Expertensysteme und Robotik im Forschungszentrum Informatik der Universität Karlsruhe. Seine Habilitation in Karlsruhe erfolgte 1988 im Fach Informatik mit der Habilschrift: Planen für autonome Montageroboter.
1988 erhielt er einen Ruf als Professor für Informatik (Künstliche Intelligenz und Maschinensehen) an die Technische Universität München.
Im Jahr 1982 wechselte er als Professor für Informatik (Verteilte KI, Maschinensehen und Massiv-parallele Systeme) ins Institut für Parallele und Verteilte Hochleistungsrechner an die Universität Stuttgart.
Im Jahr 1997 folgte er dem Ruf als Bereichsleiter der Abteilung Mobilitätsmanagement und Robotik im Forschungszentrum Informatik des Karlsruher Institut für Technologie bis zur Pensionierung 2009.
Paul Levi lebte in Stutensee-Staffort.

## Publikationen (Auswahl)
- Levi, Paul; Kaeppeler, Uwe-Philipp: Recognition of robot actions without human interaction. In: Proceedings of the IEEE/RSJ 2010 International Conference on Intelligent Robots and Systems, Workshops and Tutorials.
- Levi, Paul: Development of Evolutionary and Self-Assembling Robot-Organisms. In: IEEE (Hrsg.): Proc. of 20th Anniversary MHS2009 & Micro-Nano Global COE.
- Montag, Pascal; Nowotka, Dirk; Levi, Paul: Verification in the Design Process of Large Real-Time Systems: A Case Study. In: Automotive Safety and Security 2006, Stuttgart (Germany), October 12-13, 2006
- Paul Levi  und Ulrich Rembold: Einführung in die Informatik für Naturwissenschaftler und Ingenieure. Carl Hanser Verlag GmbH & Co. KG 2002, ISBN 978-3-446-21932-8